# 塑料方形扁平封裝
塑料方形扁平封裝（英語：Quad Flat Package，簡稱QFP）技術為應用在積體電路上的一種表面黏著封裝技術，以塑料、陶瓷材料封裝，將接腳製作在IC四週，適合中型IC的晶粒。
當沒有特別表示材料時，多數情況為塑膠QFP。塑膠QFP是最普及的多引腳LSI封裝。不僅用於微處理器，門陳列等數字邏輯LSI電路，而且也用於VTR 信號處理、音響信號處理等模擬LSI 電路。引腳中心距有1.0mm、0.8mm、0.65mm、0.5mm、0.4mm、0.3mm 等多種規格。0.65mm 中心距規格中最多引腳數為304。

## 外部連結
维基共享资源上的相關多媒體資源：塑料方形扁平封裝